# Varnado (Luisiana)
Varnado es una villa ubicada en la parroquia de Washington en el estado estadounidense de Luisiana. En el Censo de 2010 tenía una población de 1461 habitantes y una densidad poblacional de 664,42 personas por km².

## Geografía
Varnado se encuentra ubicada en las coordenadas 30°53′43″N 89°49′55″O / 30.89528, -89.83194. Según la Oficina del Censo de los Estados Unidos, Varnado tiene una superficie total de 2.2 km², de la cual 2.2 km² corresponden a tierra firme y (0%) 0 km² es agua.

## Demografía
Según el censo de 2010, había 1461 personas residiendo en Varnado. La densidad de población era de 664,42 hab./km². De los 1461 habitantes, Varnado estaba compuesto por el 41.2% blancos, el 58.45% eran afroamericanos, el 0.21% eran amerindios, el 0% eran asiáticos, el 0% eran isleños del Pacífico, el 0% eran de otras razas y el 0.14% pertenecían a dos o más razas. Del total de la población el 0.34% eran hispanos o latinos de cualquier raza.